# Sympetrum pallipes
Sympetrum pallipes is een libellensoort uit de familie van de korenbouten (Libellulidae), onderorde echte libellen (Anisoptera).
De wetenschappelijke naam Sympetrum pallipes is voor het eerst geldig gepubliceerd in 1874 door Hagen.